# La Licorne et les Trois Couronnes
La Licorne et les Trois Couronnes est un roman de Valérie Alma-Marie publié en 1995 aux éditions Belfond  (ISBN 2-7144-3243-3) et réédité en 2008 aux éditions Clara Fama  (ISBN 978-2-917794-00-5).
C'est aussi le titre de la série romanesque en plusieurs volumes qui suit ce premier roman.

## Notoriété
Ce roman a également été édité par Le Grand Livre du Mois en 1995 .
Il a ensuite été publié en 2000 au Canada par les Éditions Libre Expression.
Le livre figure au catalogue de la Bibliothèque du Congrès (Library of Congress) de Washington, aux États-Unis  et à la New York Public Library.
Ainsi qu'aux catalogues des bibliothèques de plusieurs universités américaines : Yale, université de Cincinnati, université Johns-Hopkins de Baltimore.
Il a fait l'objet d'une traduction en russe aux éditions Cron Press ("КРОН-пресс") en 1996  (ISBN 5-232-00244-9), et figure au catalogue de la Bibliothèque d'État russe . Sous cette version russe, il figure aux catalogues de bibliothèques américaines : bibliothèque publique de Cleveland, et celle de Los Angeles.
Il a fait l'objet d'une traduction en slovaque en 1997 et figure dans le catalogue de la Bibliothèque universitaire de Bratislava (responsable de l'ISSN en Slovaquie),, et dans la base de données du livre de République tchèque (DatabaseKnih)  (ISBN 80-7118-360-1). La traduction est de madame Eva Melicharkova. Éditions Ikar, Bratislava.
Il a fait l'objet d'une réédition en deux tomes en 2008 aux éditions Clara Fama.  (ISBN 978-2-917794-00-5) et  (ISBN 978-2-917794-01-2).

## Résumé de l’œuvre
C'est un roman de cape et d'épée dont l'action se situe au XVIIIe siècle, en 1729, dans les États de Savoie : en Savoie et en Piémont à Turin.
Intrépide cavalière, redoutable épéiste, la jeune Camille de Barsempierre découvre qu’elle est la petite-fille du roi de Piémont-Sardaigne, Victor-Amédée II. Un médaillon en forme de licorne en atteste. Son père, le prince héritier, est mort vingt ans plus tôt, victime d’un odieux complot. Menacée à son tour, la jeune fille part trouver refuge auprès de son illustre grand-père, qui lui demande de ne pas révéler son statut de princesse tant que les conspirateurs resteront impunis. 
C’est donc sous une fausse identité que Camille découvre la vie de Cour, et intègre comme officier le prestigieux « Bataillon Royal ». Si bien que le séduisant chevalier Philippe d’Ambremont, gentilhomme aussi adroit aux armes qu’en amour, et chargé par le roi de son éducation militaire, ne voit en elle qu’une créature un peu singulière, dangereuse mais irrésistible... 
Sur fond d’intrigues diplomatiques et militaires, va naître entre Camille et Philippe une passion tumultueuse, troublée par le secret de la jeune fille... Au fil de l'histoire, on se demande si la princesse parviendra à démasquer les assassins de ses parents et accèdera au trône de Sardaigne. Et surtout si son amour pour d’Ambremont trouvera son accomplissement. Des bas-fonds turinois aux campagnes punitives menées contre des renégats, la princesse doit traverser de nombreuses épreuves au cours desquelles on voit apparaître une mystérieuse guérisseuse, un séduisant corsaire, et un membre de la confrérie Rose-Croix.

## Personnages et décors
Autour de Camille de Barsempierre, héroïne fictive, évoluent de véritables personnages historiques : Victor-Amédée II, le fondateur des États sardes, ainsi que son fils, le futur Charles-Emmanuel III.
Description du livre sur Booknode.

## La série
Le roman initial a donné naissance à une série en 8 tomes.
- La Licorne et les Trois Couronnes, Éditions Belfond 1993.  (ISBN 2-7144-3243-3). Éditions Clara Fama 2008 (en deux tomes)  (ISBN 978-2-917794-00-5) et  (ISBN 978-2-917794-01-2).
- Le Griffon de Pavie, Éditions Belfond 1995.  (ISBN 2-7144-3309-X). Éditions Clara Fama 2008 (en deux tomes)  (ISBN 978-2-917794-02-9) et  (ISBN 978-2-917794-03-6);
- Единорог и три короны М. Изд. дом "КРОН-пресс" 1996
- Sur ordre du Roy, 2008.  (ISBN 978-2-917794-04-3).
- La Cavalière à la dague d'argent, 2008.  (ISBN 978-2-917794-05-0).
- Le Joyau du corsaire, 2008.  (ISBN 978-2-91779-406-7).
- Le Boucher d'Hermannstadt, 2008.  (ISBN 978-2-917794-07-4).